# David Saint-Pierre
David Saint-Pierre (né le 22 mars 1972 à Montréal, dans la province de Québec au Canada) est un joueur professionnel canadien de hockey sur glace.

## Carrière de joueur
David Saint-Pierre évolue quatre saisons dans l’uniforme du Collège français de Longueuil et du Collège français de Verdun de la Ligue de hockey junior majeur du Québec, où il obtient une moyenne de plus d’un point par match.
Lors du repêchage de 1991, les Flames de Calgary le choisissent en 8e ronde (173e au total).
Il commence sa carrière professionnelle lors de la saison 1992-1993, alors qu’il porte les couleurs des Golden Eagles de Salt Lake de la Ligue internationale de hockey.
Il évolue ensuite dans avec les Flames de Saint-Jean et les Pirates de Portland de la Ligue américaine de hockey, puis avec les Admirals de Hampton Roads de l'East Coast Hockey League.
Il prend ensuite la direction de l’Écosse, alors qu’il passe trois saisons avec les Ayr Scottish Eagles de la Ice Hockey Superleague.
Après une saison en Allemagne, avec le EC Bad Tölz de la 2. Bundesliga, il se joint en 2000-2001 aux Dragons de Saint-Laurent de la Ligue de hockey semi-professionnelle du Québec.
Après une saison avec les Dragons de Verdun, il passe la saison 2002-2003 avec les Dragons de Rouen de la Ligue Magnus.
Il revient ensuite une saison avec les Dragons de Verdun, puis il poursuit jusqu’en 2007-2008 sa carrière dans la Ligue nord-américaine de hockey avec le Mission de Sorel-Tracy.
Après une pause de deux saisons, il fait un retour au jeu en 2010-2011 avec le GCI de Sorel-Tracy. En raison de blessures, il décide après 22 matchs, le 29 décembre 2010 de prendre sa retraite.
Le 13 janvier 2012, le HC Carvena de Sorel-Tracy retire le numéro 47 qu'il a porté avec les différents clubs sorelois.

## Statistiques
| Saison                      | Équipe                        | Ligue                       |     | Saison régulière | Saison régulière | Saison régulière | Saison régulière | Saison régulière |    | Séries éliminatoires | Séries éliminatoires | Séries éliminatoires | Séries éliminatoires | Séries éliminatoires |
| Saison                      | Équipe                        | Ligue                       | PJ  | B                | A                | Pts              | Pun              | PJ               | B  | A                    | Pts                  | Pun                  |                      |                      |
| 1988-1989                   | Collège français de Longueuil | LHJMQ                       | 69  | 22               | 20               | 42               | 22               | -                | -  | -                    | -                    | -                    |                      |                      |
| 1989-1990                   | Collège français de Longueuil | LHJMQ                       | 63  | 33               | 24               | 57               | 24               | 7                | 2  | 2                    | 4                    | 8                    |                      |                      |
| 1990-1991                   | Collège français de Longueuil | LHJMQ                       | 66  | 34               | 45               | 79               | 51               | 8                | 4  | 4                    | 8                    | 8                    |                      |                      |
| 1991-1992                   | Collège français de Verdun    | LHJMQ                       | 59  | 40               | 55               | 95               | 100              | 15               | 3  | 6                    | 9                    | 15                   |                      |                      |
| 1992                        | Collège français de Verdun    | Coupe Memorial              | -   | -                | -                | -                | -                |                  |    |                      |                      |                      |                      |                      |
| 1992-1993                   | Golden Eagles de Salt Lake    | LIH                         | 35  | 7                | 8                | 15               | 18               | -                | -  | -                    | -                    | -                    |                      |                      |
| 1993-1994                   | Flames de Saint-Jean          | LAH                         | 77  | 19               | 30               | 49               | 42               | 5                | 0  | 2                    | 2                    | 0                    |                      |                      |
| 1994-1995                   | Flames de Saint-Jean          | LAH                         | 17  | 4                | 2                | 6                | 0                | 3                | 2  | 0                    | 2                    | 0                    |                      |                      |
| 1994-1995                   | Équipe nationale canadienne   | Intl.                       | 40  | 15               | 13               | 28               | 10               | -                | -  | -                    | -                    | -                    |                      |                      |
| 1995-1996                   | Pirates de Portland           | LAH                         | 7   | 1                | 4                | 5                | 0                | -                | -  | -                    | -                    | -                    |                      |                      |
| 1995-1996                   | Admirals de Hampton Roads     | ECHL                        | 52  | 14               | 51               | 65               | 73               | 2                | 0  | 3                    | 3                    | 0                    |                      |                      |
| 1996-1997                   | Ayr Scottish Eagles           | ISL                         | 40  | 8                | 32               | 40               | 38               | 7                | 1  | 1                    | 2                    | 8                    |                      |                      |
| 1997-1998                   | Ayr Scottish Eagles           | ISL                         | 25  | 1                | 5                | 6                | 4                | 9                | 0  | 5                    | 5                    | 16                   |                      |                      |
| 1998-1999                   | Ayr Scottish Eagles           | ISL                         | 38  | 7                | 22               | 29               | 8                | 6                | 0  | 6                    | 6                    | 0                    |                      |                      |
| 1999-2000                   | EC Bad Tölz                   | 2. Bundesliga               | 44  | 17               | 36               | 53               | 44               |                  |    |                      |                      |                      |                      |                      |
| 2000-2001                   | Dragons de Saint-Laurent      | LHSPQ                       | 43  | 26               | 36               | 62               | 32               | 2                | 0  | 2                    | 2                    | 0                    |                      |                      |
| 2001-2002                   | Dragons de Verdun             | LHSPQ                       | 44  | 31               | 50               | 81               | 28               | 10               | 0  | 11                   | 11                   | 10                   |                      |                      |
| 2002-2003                   | Dragons de Rouen              | Ligue Magnus                | 29  | 23               | 36               | 59               | 59               |                  |    |                      |                      |                      |                      |                      |
| 2003-2004                   | Dragons de Verdun             | LHSMQ                       | 49  | 26               | 76               | 102              | 26               | 22               | 7  | 19                   | 26                   | 14                   |                      |                      |
| 2004-2005                   | Dragons de Verdun             | LNAH                        | 9   | 4                | 4                | 8                | 5                | -                | -  | -                    | -                    | -                    |                      |                      |
| 2004-2005                   | Mission de Sorel-Tracy        | LNAH                        | 52  | 23               | 58               | 81               | 21               | 11               | 4  | 13                   | 17                   | 10                   |                      |                      |
| 2005-2006                   | Mission de Sorel-Tracy        | LNAH                        | 50  | 33               | 55               | 88               | 16               | 11               | 4  | 8                    | 12                   | 6                    |                      |                      |
| 2006-2007                   | Mission de Sorel-Tracy        | LNAH                        | 42  | 18               | 44               | 62               | 29               | 10               | 3  | 8                    | 11                   | 8                    |                      |                      |
| 2007-2008                   | Mission de Sorel-Tracy        | LNAH                        | 43  | 27               | 35               | 62               | 34               | 5                | 3  | 1                    | 4                    | 2                    |                      |                      |
| 2010-2011                   | GCI de Sorel-Tracy            | LNAH                        | 22  | 3                | 21               | 24               | 8                | -                | -  | -                    | -                    | -                    |                      |                      |
| Totaux LHSPQ / LHSMQ / LNAH | Totaux LHSPQ / LHSMQ / LNAH   | Totaux LHSPQ / LHSMQ / LNAH | 354 | 191              | 379              | 570              | 199              | 71               | 21 | 62                   | 83                   | 50                   |                      |                      |

### En équipe nationale
| Année | Équipe | Compétition                                     |   | PJ | B | A | Pts | Pun         |  | Résultats |
| 1992  | Canada | Championnat du monde junior de hockey sur glace | 7 | 0  | 0 | 0 | 0   | 6e position |  |           |

## Trophées et honneurs personnels
- Ligue de hockey junior majeur du Québec
  - 1991-1992 : gagne la Coupe du président et participe à la Coupe Memorial avec le Collège français de Verdun.

Ligue Nord-Américaine de Hockey
- 2000-2001 : remporte le Trophée de la recrue offensive avec les Dragons de Saint-Laurent.
- 2003-2004 : remporte le trophée Claude-Larose remis au joueur le plus utile à son équipe, le Trophée Guy-Lafleur remis au meilleur marqueur de la ligue, la Coupe Futura avec les Dragons de Verdun et élu sur l’équipe d’étoiles de l’Ouest.
- 2005-2006 : élu sur l’équipe d’étoiles.
- Au terme de la saison 2012-2013, il figure au 10e rang des meilleurs marqueurs de l’histoire de la ligue (570 points). Il est aussi au 17e rang pour le nombre de buts marqués (191 buts) et au 7e rang pour le nombre d’assistances (379 passes).